# Attila flagello di Dio
Pour les articles homonymes, voir Attila (homonymie).
À ne pas confondre avec le film Attila, fléau de Dieu (1954) de Pietro Francisci.
Pour plus de détails, voir Fiche technique et Distribution.
Attila flagello di Dio est une comédie d'aventures italienne réalisée par Castellano et Pipolo et sortie en 1982.
Appartenant au courant de série Z du cinéma des années 1980, le film a été rejeté par la critique mais s'est avéré par la suite très apprécié du public, au point de devenir un objet d'intérêt pour les collectionneurs et les amateurs du genre, puis d'être commercialisé sur le marché de la vidéo amateur. Certaines répliques comiques du protagoniste ont notamment contribué à populariser le film.

## Synopsis
Au Ve siècle, dans la campagne de Segrate, au nord de l'actuel Milan, vit une tribu de Huns dirigée par le roi Ardarico et son infidèle sous-fifre Fetuffo. Alors qu'une petite horde est partie chasser le cochon, les Romains détruisent leur village et emportent toutes les femmes. À leur retour, les Huns constatent que tous les chevaux ont également été volés. Leur roi décide donc de marcher sur Rome pour se venger.
La magicienne Columbia prédit au roi des Huns qu'un roi légendaire du nom d'Attila mènera une campagne glorieuse contre les Romains. À partir de ce moment, le roi se fait appeler Attila. Pendant ce temps, Uraia parvient à s'enfuir lorsque le général Fusco Cornelio tente de la séduire. Elle rencontre également Columbia, qui lui demande de soutenir Attila et lui remet une épée magique. Attila et sa suite tuent tous les soldats romains à un poste frontière et poursuivent leur marche lorsqu'Uraia les rejoint. Mais Attila l'échange contre un voyage en bateau jusqu'à proximité de Rome, ce qui permet à Fusco de l'arrêter à nouveau. Lors d'une cérémonie de mariage, elle parvient toutefois à s'échapper et à voler au secours d'Attila. Entre-temps, ce dernier attaque une colonie romaine et détruit ensuite un aqueduc.
Aux portes de Rome, le sénateur Fabio Massimo cherche alors à s'entretenir avec Attila et lui demande de mettre fin à sa campagne contre Rome en échange d'or et d'un tonneau de vin mélangé à de la drogue. Les Huns, complètement enivrés, sont encerclés et attaqués par les Romains. Attila, Uraia et un autre Hun survivent et s'envolent à bord d'une montgolfière. Mais comme celle-ci est trop lourde, Attila jette son acolyte par-dessus bord et embrasse Uraia.

## Fiche technique
- Titre original italien : Attila flagello di Dio[1]
- Réalisateur : Castellano et Pipolo
- Scénario : Castellano et Pipolo, Mario Cecchi Gori
- Photographie : Carlo Carlini
- Montage : Antonio Siciliano (it)
- Musique : Franz Di Cioccio (it), Franco Mussida (it), Premiata Forneria Marconi
- Décors : Franco Vanorio
- Costumes : Luca Sabatelli
- Production : Mario Cecchi Gori, Vittorio Cecchi Gori
- Société de production : Intercapital
- Pays de production :  Italie
- Langue originale : italien
- Format : couleurs - 1,85:1
- Durée : 102 minutes
- Genre : comédie d'aventures, heroic fantasy
- Dates de sortie :
  - Italie : 22 décembre 1982

## Distribution
- Diego Abatantuono : Ardaric, dit « Attila »
- Angelo Infanti : Fusco Cornelio
- Rita Rusić : Uraia
- Mauro Di Francesco : Fetuffo
- Armando Marra : Silone
- Franz Di Cioccio : Giallo
- Luciano Stella : Serpicio
- Elsa Vazzoler : Cornaia
- Toni Ucci : Fabio Massimo
- Vincenzo Crocitti : Osvaldo
- Iris Peynado : la sorcière Columbia
- Francesco Salvi Grippo
- Anna Kanakis : Sirène
- Mario Pedone : barbare Gotmar
- Giuseppe Castellano : Renault
- Armando Celso : Frenisio l'âne
- Franco Diogenes : Ligure
- Alfio Patanè : Goricchio del rione dell'oca di Saturnia
- Angelo Susani : Barbare à tête de fer Diceneolus
- Flavio Baccianini : Barbare du bas Gibuldo
- Paolo Rita Brazzali : barbare Priazio
- Massimo Pittarello : barbare Uniteo
- Tiberio Murgia : berger
- Diego Cappuccio : survivant oublieux
- Ennio Antonelli : soldat romain
- Jimmy il Fenomeno : homme sur les murs de Saturnia
- Antonella Pezzi : centaure

### Tournage
Le film a été entièrement tourné dans le Latium. La première scène du film a été tournée dans le parc naturel de Manziana ; d'autres scènes ont été tournées au château de l'Abbadia à Vulci, dans l'amphithéâtre romain de Ferento, près de la Torre Flavia à Ladispoli, à l'aqueduc des Quintili et à la Torre Selce dans le parc archéologique de l'Appia Antica, dans le parc régional de Véies et au château Saint-Ange.